# Strange Adventure of New York Drummer

Strange Adventure of New York Drummer est un film américain muet et en noir et blanc, réalisé par Edwin S. Porter et sorti en 1899.

## Synopsis
Un voyageur de commerce passe la nuit dans une chambre d'hôtel et est victime d'incroyables hallucinations.

## Fiche technique
- Titre : Strange Adventure of New York Drummer
- Réalisation : Edwin S. Porter
- Chef opérateur : Edwin S. Porter
- Production : Edison Manufacturing Company
- Genre : Comédie
- Durée : 1 minute
- Date de sortie :
  - États-Unis : 17 juin 1899